# 保衛者計畫 (軟體)
保衛者計畫（英語：Guardian Project）或譯衛士計畫，由全球各地的軟體工程師、設計師、民權人士、社運人士所發起，他們設計行動裝置的作業系統和應用軟體，也提供高度可自訂的行動裝置，目標是讓人們能夠更加自由、安全與隱私地使用行動裝置，免受任何政府、機構或他人的入侵、竊聽和監控。保衛者計畫尤其針對生活在高風險環境的行動裝置使用者們，因為他們使用手機或電腦的通訊經常性地受到政府監控和敵意者的入侵。

## 註解
1. ↑  Thomas Lowenthal. . ArsTechnica.com. 2011-04-19  [2013-05-15]. （原始内容存档于2012-12-03）.